# Хуан Луис Бунюел
Хуан Луис Бунюел (на френски: Juan Luis Buñuel) е френски режисьор и сценарист. 

## Биография
Роден е на 9 ноември 1934 година в Париж в семейството на испанския режисьор Луис Бунюел. По-късно живее в Съединените щати и Мексико, където започва кариерата си като асистент на своя баща. Сред по-известните му филми са „Au rendez-vous de la mort joyeuse“ (1973), „La femme aux bottes rouges“ (1974), „Leonor“ (1975).
Негов син е режисьорът Диего Бунюел (р. 1975).

## Филмография
| година | филм                      | оригинално заглавие               | бележки |
| ------ | ------------------------- | --------------------------------- | ------- |
| 1966   |                           | Calanda                           |         |
| 1973   |                           | Au rendez-vous de la mort joyeuse |         |
| 1974   | Жената с червените ботуши | La Femme aux bottes rouges        |         |
| 1975   | Леонор                    | Leonor                            |         |
| 1981   |                           | El Jugador de ajedrez             |         |
| 1985   |                           | La Rebelión de los colgados       |         |
| 1990   |                           | Guanajuato, una leyenda           |         |